# 真的愛妳
《真的愛你》是香港搖滾樂隊Beyond的著名歌曲之一，於1989年創作，收錄於《Beyond IV》大碟，為該專輯的主打歌，亦是香港電影《開心鬼救開心鬼》的插曲，作曲及主音均為樂隊靈魂人物黃家駒。歌曲是為了讚頌母愛，表達了對母愛的讚揚。